# Trimma stobbsi
Trimma stobbsi är en fiskart som beskrevs av Richard Winterbottom 2001. Trimma stobbsi ingår i släktet Trimma och familjen smörbultsfiskar. Inga underarter finns listade i Catalogue of Life.